# 比恩斯珀奇斯
比恩斯珀奇斯（英語：Bean's Purchase）是位於美國新罕布什爾州庫斯縣的一個行政鎮區。

## 地方資料
比恩斯珀奇斯的面積為169.12平方千米，當中陸地面積為168.85平方千米，而水域面積為0.27平方千米。根據2020年美國人口普查的數據，當地共有人口0人，而人口密度為每平方千米0人。